# Адель (язык)
Адель — язык, на котором говорят в центрально-восточной Гане и центрально-западном Того.
Является развитым языком (EGIDS 5). Он стандартизирован, имеет литературу и активно используется людьми всех возрастов и поколений как дома, так и в различных сферах общества, хотя и не является полностью устойчивым.
Письменность на латинской основе: A a, B b, Bw bw, D d, E e, Ɛ ɛ, F f, Fw fw, G g, Gb gb, Gy gy, H h, I i, Ɩ ɩ, K k, Kp kp, Ky ky, Kw kw, L l, M m, N n, Ny ny, Ŋ ŋ, Ŋm ŋm, Ŋw ŋw, O o, Ɔ ɔ, P p, Pw pw, R r, S s, T t, U u, Ʋ ʋ, W w, Y y.